# Puruándiro
Puruándiro är en kommunhuvudort i Mexiko.   Den ligger i kommunen Puruándiro och delstaten Michoacán de Ocampo, i den centrala delen av landet, 260 km väster om huvudstaden Mexico City. Puruándiro ligger 1 891 meter över havet och antalet invånare är 28 350.
Terrängen runt Puruándiro är kuperad. Runt Puruándiro är det ganska tätbefolkat, med 100 invånare per kvadratkilometer. Puruándiro är det största samhället i trakten. I omgivningarna runt Puruándiro växer huvudsakligen savannskog.